# Acroceratitis plumosa

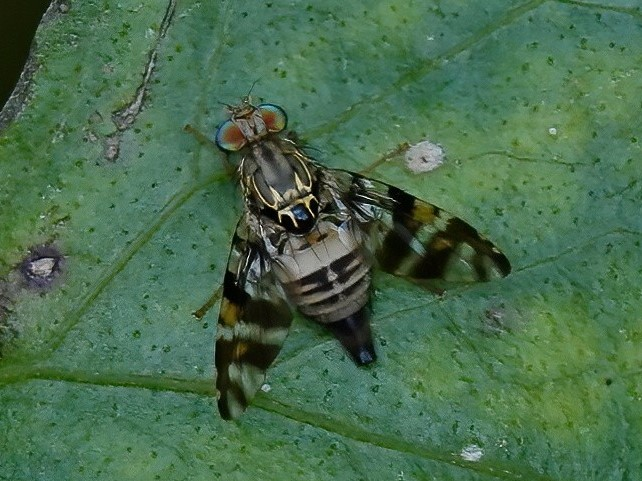
Fotografía de un Acroceratitis plumosa

Acroceratitis plumosa es una especie de insecto del género Acroceratitis de la familia Tephritidae del orden Diptera.

## Historia
Friedrich Georg Hendel la describió científicamente por primera vez en el año 1913.